# Benedetto Montagna

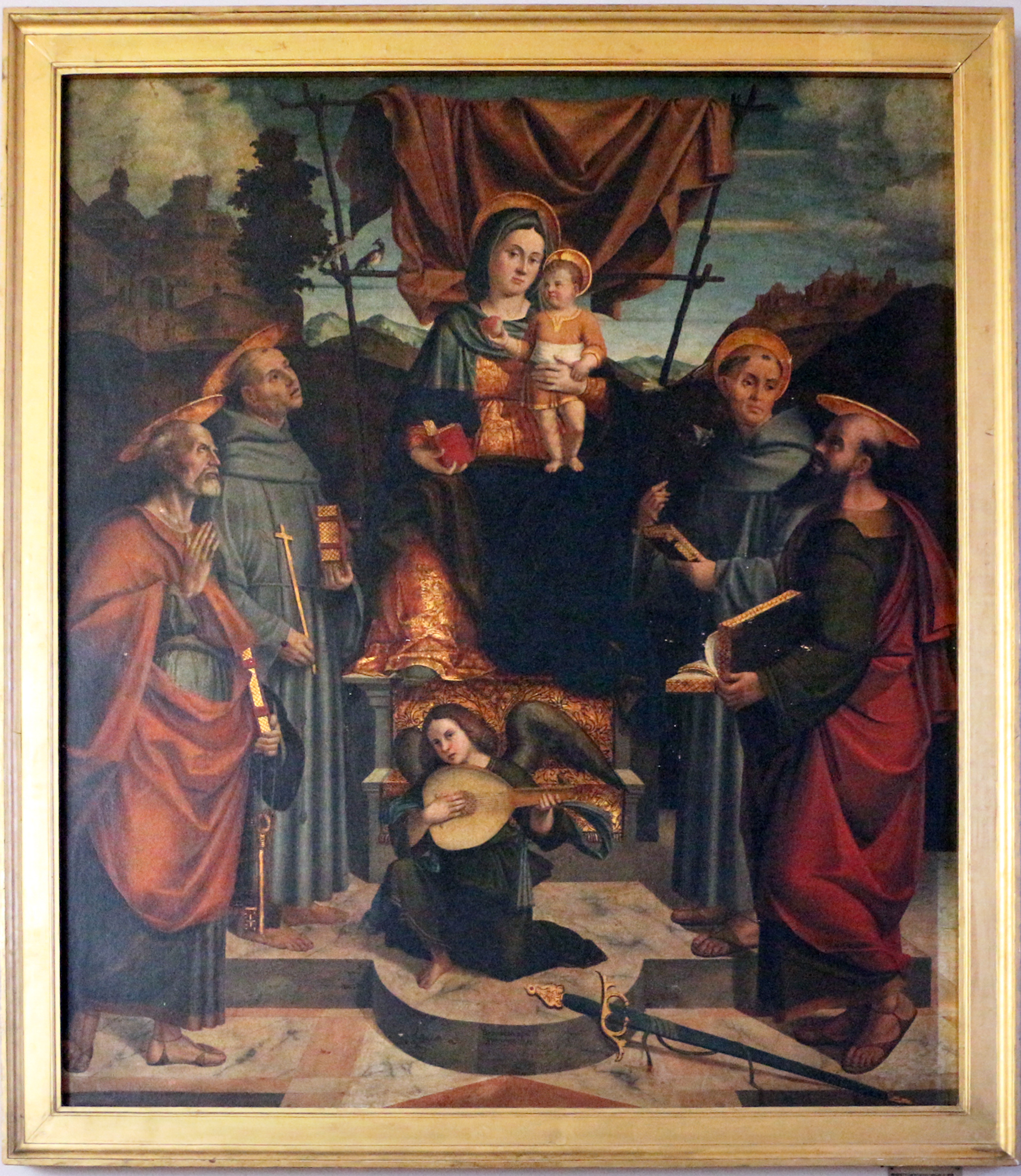
Madonna con el Niño entre los santos Pedro, Francisco, Antonio de Padua y Pablo

Benedetto Montagna (Vicenza, 1480–4 de abril de 1558) fue un pintor y grabador italiano. 

## Biografía
Hijo del pintor Bartolomeo Montagna, destacó más como grabador que como pintor, generalmente en reproducciones de obras de su padre o de Cima da Conegliano. Trabajó sobre todo en grabado al buril, en el que mostró una gran habilidad técnica. En su obra se denota la influencia de Alberto Durero. Entre sus realizaciones destaca un Sacrificio de Abraham.